# شیره گیاهی
شیره گیاهی (به انگلیسی: Sap) مایعی است که در سلولهای بافت چوبی یا بافت آبکش جابه‌جا می‌شود. این سلولها آب و مواد غذایی را در به سراسر گیاه می‌رسانند.
شیره گیاهی نباید با لاتکس یا انگم اشتباه گرفته شود. شیره گیاهی ماده‌ای جداگانه است که به طور جداگانه‌ای تولید می‌شود و عملکرد و اجزای متفاوتی دارد.

## انواع شیره گیاهی

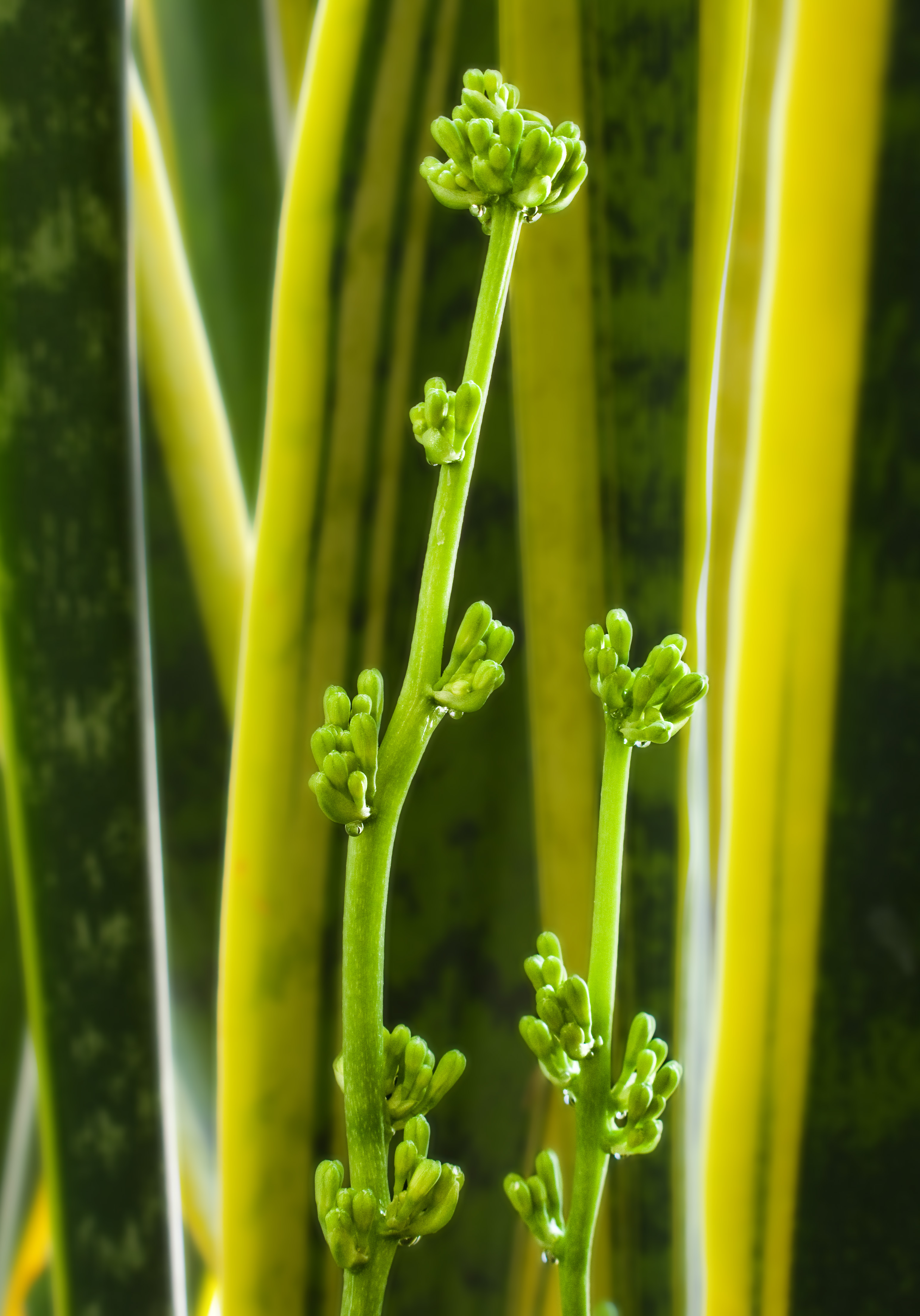
قطرات شیره گیاهی ترشح شده از گیاه سانسوریا

شیره گیاهی به دو دو نوع تقسیم می‌شود: شیره گیاهی بافت چوبی و شیره گیاهی بافت آبکش

### شیره گیاهی بافت چوبی
شیره گیاهی بافت چوبی در درجه اول شامل محلولی آبکی از هورمون‌ها، مواد مغذی معدنی و دیگر مواد مغذی است. عمل انتقال شیره در بافت چوبی با حرکت از ریشه به سمت برگها مشخص می‌شود.
در سراسر قرن گذشته، مناقشاتی در مورد مکانیسم انتقال شیره گیاهی در بافت چوبی وجود داشت. بیشتر دانشمندان گیاه‌شناس موافقند که نظریه جاذبه مولکولی و کشش این مرحله را بهتر توضیح می‌دهد، اما نظریه نیروی چندگانه که چندین مکانیسم جایگزین در نظر می‌گیرد پیشنهاد شده است.